# Havretunet (film)
Havretunet är en norsk svartvit dokumentärfilm från 1952 i regi av Sigurd Agnell. Den producerades av Norsk Film A/S.